# Moses Simon
Moses Simon, né le 12 juillet 1995 à Jos au Nigeria, est un footballeur international nigérian qui évolue au poste d'ailier gauche au Paris FC.

## Biographie

### Parcours en équipe de jeunes
Né à Jos, Moses Simon  est un produit de l'ABG Académie. Le 10 mai 2013, Moses Simon signe un pré-contrat avec le club néerlandais de l'Ajax Amsterdam et se joint à eux durant la pré-saison après avoir été en contact avec Liverpool FC et Tottenham Hotspur. Il fait sa première apparition pour l'Ajax le 13 juillet 2013 lors du match amical de pré-saison contre De Graafschap. Il fait une apparition supplémentaire le 17 juillet en jouant pour l'équipe réserve de l'Ajax Amsterdam lors d'un match amical de pré-saison contre Voorschoten '97. Finalement, le 25 juillet 2013, l'Ajax Amsterdam ne fait pas signer le jeune nigérian.

### AS Trenčín
Le 13 janvier 2014, il signe un contrat de trois ans pour le club slovaque de l'AS Trenčín. Il fait ses débuts en championnat lors du match nul 1-1 contre le MFK Košice et ses débuts internationaux lors de la campagne 2014-2015 de la Ligue Europa contre l'équipe serbe du Vojvodina Novi Sad,. Lors de ce match, il marque un triplé permettant à son équipe de gagner 4-0 à domicile. Il jouera au total, quatre rencontres en Ligue Europa.

### La Gantoise

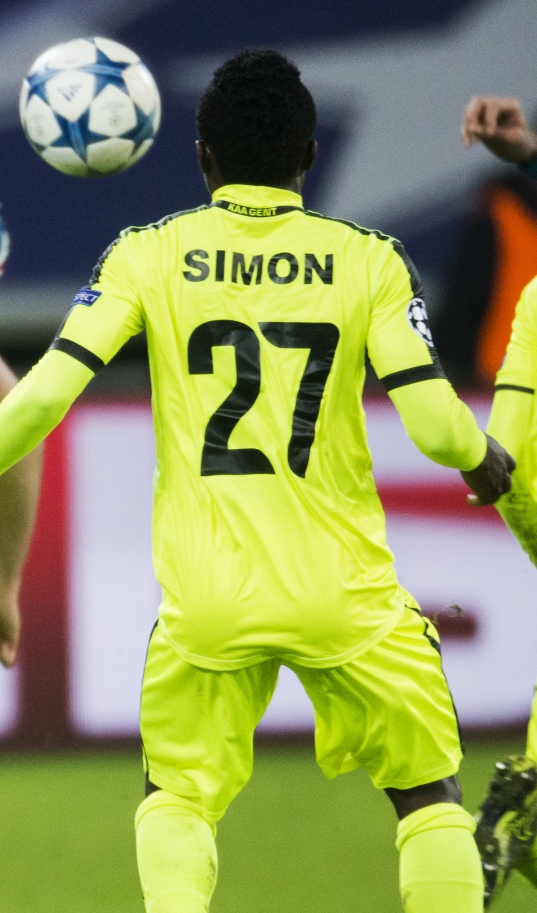
Simon avec La Gantoise en 2015

Le 6 janvier 2015, il signe un contrat de trois ans en faveur de La Gantoise. Il fait ses débuts pour La Gantoise le 17 janvier 2015 lors de la victoire 3-1 contre le Royal Mouscron-Péruwelz. Sa deuxième apparition a lieu quatre jours plus tard lors de la victoire 1-0 à domicile contre le KSC Lokeren en Coupe de Belgique. Pendant ce match, Moses Simon se voit être expulsé seulement trente secondes après son entrée sur le terrain. Pour sa troisième rencontre de championnat, à nouveau contre le KSC Lokeren, Moses Simon marque un triplé, lui permettant ainsi d'être élu le joueur de la semaine. Il est rapidement devenu un acteur clé dans la formation de l'entraîneur Hein Vanhaezebrouck et ce dernier aide notamment La Gantoise à remporter son premier titre de champion national en mai 2015. Deux mois plus tard, il délivre une passe décisive à Laurent Depoitre lors de la Supercoupe contre le Club Bruges. Le 2 avril 2017, il va inscrire un doublé contre le Club Bruges en play-offs 1.

### Levante
En 2018, il est acheté pour cinq millions d'euros par Levante, récemment promu en Liga. À Levante, le Nigérian n'aura jamais su s'adapter au championnat espagnol. Au total, le natif de Jos aura disputé vingt-trois rencontres pour un but et une passe décisive.

### FC Nantes
En août 2019, il est prêté au FC Nantes avec une option d'achat de cinq millions d'euros. Il réalise un bon début de saison en se montrant à l'aise à la fois en Ligue 1 et dans les deux coupes nationales (Coupe de France et Coupe de la ligue). Les supporters l'apprécient et l'élisent joueur du mois en octobre 2019, puis meilleur joueur de la saison après l'arrêt du championnat à cause de la pandémie de Covid-19 en France. Le 25 mai 2020, il s'engage officiellement avec le club et signe un contrat de quatre ans.
En décembre 2023, le FC Nantes annonce la prolongation du contrat de Simon jusqu'en juin 2026.
Depuis son arrivée au FC Nantes en 2019, Moses Simon s’est imposé comme l’un des joueurs les plus marquants de l’ère moderne du club. Avec 201 matchs disputés, l’ailier nigérian est devenu le 36e joueur le plus capé de l’histoire des Canaris, un accomplissement notable dans un club riche en traditions. Il est également le 24e meilleur buteur de l’histoire nantaise, avec 37 buts inscrits, et surtout l’un des meilleurs passeurs de l’histoire du club.
Dans une statistique particulièrement significative, il est le meilleur passeur de l’ère moderne du FC Nantes – soit depuis 1989, date à partir de laquelle les passes décisives ont commencé à être recensées de manière fiable – avec 42 passes décisives à son actif.
Moses Simon est, avec Nicolas Pallois, l’un des joueurs les plus appréciés du public nantais pour son engagement, sa fidélité et son attachement au club. Malgré des sollicitations régulières de la part de clubs étrangers, il a jusqu’à présent toujours fait le choix de rester à Nantes, confirmant son statut de joueur emblématique dans l’histoire récente des Jaune et Vert.

### Paris FC (2025-)
Le 25 juin 2025, le FC Nantes officialise le départ du nigérian après six saisons au club. Moses Simon rejoint le Paris FC pour un contrat de trois ans et un transfert à hauteur de sept millions d'euros.
Le 17 août 2025, il dispute son premier match sous ses nouvelles couleurs  lors d'une défaite un but à zéro contre Angers SCO lors de la 1re journée de championnat..

### En équipe nationale
Moses Simon joue pour la sélection du Nigeria. Il reçoit sa première sélection le 25 mars 2015, lors d'un match international contre l'Ouganda, quand il remplace Anthony Ujah après 59 minutes de jeu. Simon marque son premier but pour le Nigeria lors d'un match international contre le Niger, le 8 septembre 2015. Il est sélectionné par le Nigeria pour son équipe provisoire de trente-cinq joueurs pour les Jeux olympiques d'été de 2016. Il est convoqué par Gernot Rohr pour participer à la Coupe d'Afrique des nations 2019. Les Super Eagles finissent alors la compétition par une troisième place synonyme de médaille de bronze. Deux années plus tard, Simon est retenu par le sélectionneur Gernot Rohr pour participer à la coupe d'Afrique des nations 2021. Le Nigeria s'inclinera en huitièmes de finales face à cette même Tunisie (1-0). Le 29 décembre 2023, il est retenu dans la liste des vingt-cinq joueurs nigérians sélectionnés par José Peseiro pour disputer la Coupe d'Afrique des nations 2023. Il atteint la finale de la compétition avec son équipe et perd face à l'équipe de Côte d'Ivoire.

## Statistiques
| Saison                | Club                  | Championnat           | Championnat | Championnat | Championnat | Coupe nationale | Coupe nationale | Coupe nationale | Coupe de la Ligue | Coupe de la Ligue | Coupe de la Ligue | Supercoupe | Supercoupe | Supercoupe | Compétition(s) continentale(s) | Compétition(s) continentale(s) | Compétition(s) continentale(s) | Compétition(s) continentale(s) | Total | Total | Total |
| Saison                | Club                  | Division              | M.          | B.          | P.d.        | M.              | B.              | P.d.            | M.                | B.                | P.d.              | M.         | B.         | P.d.       | Comp.                          | M.                             | B.                             | P.d.                           | M.    | B.    | P.d.  |
| 2013-2014             | AS Trencin            | Fortuna Liga          | 14          | 7           | 3           | -               | -               | -               | -                 | -                 | -                 | -          | -          | -          | -                              | -                              | -                              | -                              | 14    | 7     | 3     |
| 2014-2015             | AS Trencin            | Fortuna Liga          | 19          | 6           | 7           | 2               | 1               | 0               | -                 | -                 | -                 | -          | -          | -          | C3                             | 4                              | 3                              | 0                              | 25    | 10    | 7     |
| Sous-total            | Sous-total            | Sous-total            | 33          | 13          | 10          | 2               | 1               | 0               | -                 | -                 | -                 | -          | -          | -          | -                              | 4                              | 3                              | 0                              | 39    | 17    | 10    |
| 2014-2015             | La Gantoise           | Jupiler Pro League    | 17          | 7           | 3           | 3               | 0               | 0               | -                 | -                 | -                 | -          | -          | -          | -                              | -                              | -                              | -                              | 20    | 7     | 3     |
| 2015-2016             | La Gantoise           | Jupiler Pro League    | 32          | 3           | 2           | 3               | 0               | 0               | -                 | -                 | -                 | 1          | 0          | 1          | C1                             | 5                              | 0                              | 1                              | 41    | 3     | 4     |
| 2016-2017             | La Gantoise           | Jupiler Pro League    | 30          | 5           | 4           | 2               | 0               | 0               | -                 | -                 | -                 | -          | -          | -          | C3                             | 10                             | 0                              | 3                              | 42    | 5     | 7     |
| 2017-2018             | La Gantoise           | Jupiler Pro League    | 29          | 6           | 4           | 2               | 0               | 0               | -                 | -                 | -                 | -          | -          | -          | C3                             | 2                              | 0                              | 0                              | 33    | 6     | 4     |
| Sous-total            | Sous-total            | Sous-total            | 108         | 21          | 13          | 10              | 0               | 0               | -                 | -                 | -                 | 1          | 0          | 1          | -                              | 17                             | 0                              | 4                              | 136   | 21    | 18    |
| 2018-2019             | Levante UD            | La Liga               | 19          | 1           | 1           | 4               | 0               | 0               | -                 | -                 | -                 | -          | -          | -          | -                              | -                              | -                              | -                              | 23    | 1     | 1     |
| 2019-2020             | FC Nantes (prêt)      | Ligue 1               | 26          | 5           | 5           | 2               | 1               | 2               | 2                 | 3                 | 1                 | -          | -          | -          | -                              | -                              | -                              | -                              | 30    | 9     | 8     |
| 2020-2021             | FC Nantes             | Ligue 1               | 33          | 6           | 5           | 1               | 0               | 0               | -                 | -                 | -                 | -          | -          | -          | -                              | -                              | -                              | -                              | 34    | 6     | 5     |
| 2021-2022             | FC Nantes             | Ligue 1               | 30          | 6           | 8           | 4               | 0               | 0               | -                 | -                 | -                 | -          | -          | -          | -                              | -                              | -                              | -                              | 34    | 6     | 8     |
| 2022-2023             | FC Nantes             | Ligue 1               | 34          | 5           | 4           | 3               | 0               | 0               | -                 | -                 | -                 | 1          | 0          | 0          | C3                             | 8                              | 0                              | 0                              | 46    | 5     | 4     |
| 2023-2024             | FC Nantes             | Ligue 1               | 22          | 3           | 5           | -               | -               | -               | -                 | -                 | -                 | -          | -          | -          | -                              | -                              | -                              | -                              | 22    | 3     | 5     |
| 2024-2025             | FC Nantes             | Ligue 1               | 24          | 6           | 8           | 1               | 0               | 0               | -                 | -                 | -                 | -          | -          | -          | -                              | -                              | -                              | -                              | 25    | 6     | 8     |
| Sous-total            | Sous-total            | Sous-total            | 169         | 31          | 35          | 11              | 1               | 2               | 2                 | 3                 | 1                 | 1          | 0          | 0          | -                              | 8                              | 0                              | 0                              | 191   | 35    | 38    |
| Total sur la carrière | Total sur la carrière | Total sur la carrière | 308         | 62          | 59          | 26              | 2               | 2               | 2                 | 3                 | 1                 | 2          | 0          | 1          | -                              | 29                             | 3                              | 4                              | 367   | 70    | 67    |

## Palmarès

### En club
- AS Trenčín
  - Champion de Slovaquie en 2015

- La Gantoise
  - Champion de Belgique en 2015
  - Vainqueur de la Supercoupe de Belgique en 2015

- FC Nantes
  - Vainqueur de la Coupe de France en 2022
  - Finaliste de la Coupe de France en 2023
  - Finaliste du Trophée des champions en 2022

### En sélection
Nigeria
- Coupe d'Afrique des nations
  - Finaliste en 2023

### Distinctions individuelles
- 2024: Nommé pour le Prix Marc-Vivien Foé en 2024[10].

- 2025 : Nommé pour le Prix Marc-Vivien Foé 2025[11].